# Царски дворец (София)
Бившият Княжески/царски дворец и настоящ комплекс от национални музеи в София се намира на площад „Княз Александър I“ № 1 в центъра на столицата на България. Той е паметник на културата от 1978 г.
В двореца понастоящем се помещават 2 национални музея:
- Националната художествена галерия – в северозападната част;
- Националният етнографски музей – в югоизточната част.

## История

### Конак, болница, княжески дворец
Преди сегашната сграда там е съществувала друга постройка – конак, където преди Освобождението са се помещавали османска администрация и съдилище. През 1816 г. сградата изгаря и за дълго време запустява.
Едва към 1873 г. при Мазхар паша с ангария от целия Софийски санджак е построен конак за администрацията на вилаета. Представлявал е двуетажна симетрична постройка с ризалити в нейните 2 края. Под нея е имало изби, служещи за затвор. От тях чрез подземни тунели е можело да се стигне до съседната Челеби джамия, къщата на пашата, хан (на мястото на стария хотел „България“) и други места.
По време на Руско-турската освободителна война (1877 – 1878) сградата е използвана като болница. След Берлинския конгрес и обявяването на София за столица на Княжество България бившият конак е определен за княжеска резиденция на княз Батенберг (1879 – 1886). Народното събрание гласува за нуждите на княжеското семейство зданието да се преустрои за дворец като държавна сграда. Неговият ремонт е извършен набързо от руски военни под ръководството на подполковник Фон Вите.
След едногодишно обитаване става ясно, че сградата е непригодна за дворец в онзи си вид. Княжеското семейство я напуска, за да може да се извърши основен ремонт и цялостно преустройство.

### Княжески и царски дворец
Извършва се почти изцяло ново строителство – от предишната сграда са запазени само каменните основи (дълбоко вкопани в земята) и частично главната фасада. Строителството се извършва на 2 етапа.
- Първа част (1880 – 1882) – по времето на първия български монарх след Освобождението княз Александър Батенберг под ръководството на арх. Виктор Румпелмайер с участието на архитектите Антонин Колар, Ларс и Майербер е построена представителна част (приземен административен етаж и над него анфилада от бални зали) със сервизен етаж. Сградата е тържествено открита на 26 декември 1882 г. Новата 1883 г. е посрещната в залите на Двореца. Той е първата представителна столична сграда в европейски стил.

- Втора част (1894 – 1896) – по времето на следващия български владетел княз Фердинанд I под ръководството на арх. Фридрих Грюнангер и скулптора Андреас Грайс (гипсовите декорации и орнаменти) е доизградена новата, североизточна част на Двореца за апартаментите на царското семейство, сервизни помещения. В новата пристройка са били разположени още библиотека, учебни салони, стаи за игри и развлечения, трапезария и приемна, специален покрит вход за каляски и 2 зимни градини. На третия и мансардните етажи са били апартаментите за гости, помещения за персонала, офиси. В тази част на сградата е бил монтиран асансьор. На първия етаж са се намирали апартаментите на княз Фердинанд, княгиня Мария-Луиза и престолонаследника княз Борис Търновски, а на втория – на княз Кирил Преславски и на княгините.

По онова време се изграждат и 2 дворцови параклиса – католически и православен, разположени откъм североизточната задна страна на старото крило. За украсата на православния параклис дават своя принос художниците Антон Митов и Иван Мърквичка през 1897 г., както и Стефан Баджов през 1912 – 1916 г. В изграждането на Двореца на този етап участват и архитектите Франц Айслер, Янаки Шамарджиев, Йордан Севов и Иван Васильов.

Металната украса на целия дворец – парапети на стълбища и тераси, декоративни решетки, огради и колони, вътрешни стълби и др., са дело на виенските фирми „Рудолф Филип Вагнер“ и „Валериан Гилар“, както и на германската „Ед. Пулс“ от Берлин. Металната облицовка на камините е изпълнена от френската фирма A-ne M-on G. Laury. B-te S.G.D.E. à Paris, а скъпо обработените дъбови врати, изпълнени в техника „маркетри“ от екзотична дървесина, седеф, месинг, сребро и позлата с изображения на царски корони и лични княжески вензели, носят щемпела на фирмата „Franz Michel“ от Виена.
Въпреки пристройките Дворецът запазва компактния си обем и стегнатата си архитектурна композиция. Вътрешните връзки между отделните крила осигуряват бързи и леки преходи, което позволява да се съчетават функциите на представителна държавна институция и семейно жилище. До края на Първата световна война Дворецът служи за мярка на всички обществени и жилищни сгради в столицата.
След женитбата (октомври 1930 г.) на цар Борис III с италианската принцеса Джована Савойска се предприема сериозна промяна и подновяване на вътрешната обстановка. По същото време княз Кирил Преславски и княгиня Евдокия напускат Двореца и заживяват самостоятелно.
Поради усложняването на военната обстановка от 1942 г. царското семейство от Двореца се премества да живее в царските резиденции Врана (извън тогавашна София) и Царска Бистрица (в курорта Боровец в Рила). В спалнята си в Двореца след кратко боледуване неочаквано умира българският владетел цар Борис III на 28 август 1943 г.

### Правителствен дворец, школа
След премахването на монархията и установяването на комунистически режим (15 септември 1946 г.) дворецът става седалище на Министерския съвет и Висшата партийна школа, както и временно жилище на нови държавници. Зала в двореца набързо е пригодена за кабинет на министър-председателя Георги Димитров, за което са изкъртени и унищожени всички ламперии, а останалото е боядисано с блажна боя. Оградата на двореца е варварски разрушена през 1946 г., а паркът му е оставен отворен и без грижи.
При строежа на мавзолея на Георги Димитров през юли 1949 г. е унищожена парковата алея пред централния вход. На нейно място е оформен широк площад, при което нивото на околния терен е снижено с около 2 метра. Варварското отношение към интериора на двореца засяга почти всички помещения. По твърде примитивен начин е извършено вътрешно преустройство: дворцовият интериор е обкован с дъски, шперплат и немарливо боядисан с блажна боя.

### Комплекс от национални музеи
През 1953 г. по решение на Министерския съвет сградата на бившия дворец е предоставена на Националната художествена галерия и на Националния етнографски музей. Сградата е обявена за недвижим паметник на културата през 1978 г.
Площадът, оформен между двореца и мавзолея, носи името „9 септември“ по времето на Народна република България. Тогава се използва за манифестации на трудещите се и учещите на главните празници в страната (1 май, 24 май, 9 септември), както и за военни паради на Българската народна армия, наблюдавани от висши държавни ръководители от трибуните на мавзолея и от чуждестранни дипломати и други официални лица от трибуните пред двореца.

## Галерия
- Царският дворец с площада
- Поглед към източната фасада, 2015 г.